# Gonzaga (Cagayan)
Gonzaga (Bayan ng Gonzaga) är en kommun i Filippinerna. Kommunen ligger på ön Luzon, och tillhör provinsen Cagayan. Folkmängden uppgår till 26 683 invånare.

## Barangayer
Gonzaga är indelat i 25 barangayer.
| - Amunitan - Batangan - Baua - Cabanbanan Norte - Cabanbanan Sur - Cabiraoan - Callao - Calayan - Caroan - Casitan - Flourishing (Pob.) - Ipil - Isca | - Magrafil - Minanga - Rebecca (Nagbabalacan) - Paradise (Pob.) - Pateng - Progressive (Pob.) - San Jose - Santa Clara - Santa Cruz - Santa Maria - Smart (Pob.) - Tapel |